# Collozoidae
Famille
Les Collozoidae sont une famille de protistes radiolaires marins de l’ordre des Spumellaria.

## Liste des sous-familles et des genres
Selon l'IRMNG (22 mars 2021) :
- Acrosphaera Haeckel, 1881
- Buccinosphaera Haeckel, 1887
- Choenicosphaera Haeckel, 1887
- Clathrosphaera Haeckel, 1881
- Collozoum Haeckel, 1862 sensu Brandt, 1905
- Disolenia Ehrenberg, 1861
- Otosphaera Haeckel, 1887
- Polysolenia Ehrenberg, 1872
- Rhaphidozoum Haeckel, 1882
- Siphonosphaera Müller, 1858
- Solenosphaera Haeckel, 1887 †
- Sphaerozoum Meyen, 1834
- Thalassicolla Huxley, 1851
- Thalassophysa Haeckel, 1881
- Tribonosphaera Haeckel, 1881
- Trisolenia Ehrenberg, 1860 †

et : 
- Collozoon Hensen, 1887 synonyme de Collozoum Haeckel, 1862 sensu Brandt, 1905
- Sphaerozoon Hensen, 1887 synonyme de Sphaerozoum Meyen, 1834

et :
- Coronosphaera Haeckel, 1887 (statut taxinomique incertain nécessitant d’être évalué)

Selon le World Register of Marine Species (22 mars 2021) :
- sous-famille des Collosphaeridae J. Müller, 1858
  - genre Acrosphaera
  - genre Buccinosphaera
  - genre Choenicosphaera
  - genre Clathrosphaera
  - genre Collosphaera Müller, 1859
  - genre Disolenia Ehrenberg, 1861
  - genre Otosphaera Haeckel, 1887, emend. Nigrini, 1967
  - genre Polysolenia Ehrenberg, 1872, emend. Nigrini, 1967
  - genre Siphonosphaera Muller, 1858
  - genre Solenosphaera
  - genre Sphaerozoum
  - genre Tribonosphaera
  - genre Trisolenia
- sous-famille des Sphaerozoidae
  - genre Rhaphidozoum
- sous-famille des Thalassicollidae Haeckel, 1862
  - genre Physematium Myen, 1834
  - genre Thalassicolla Huxley, 1851
  - genre Thalassolampe Haeckel, 1862